# Trick 'r Treat
Pour plus de détails, voir Fiche technique et Distribution.
Trick 'r Treat ou Terreur à l'Halloween au Québec est un film d'horreur américain réalisé par Michael Dougherty et sorti en 2007. C'est la seconde production de ce dernier, qui exerce essentiellement le métier de scénariste.
Trick 'r Treat n'est pas sorti en salles, mais il a fait le tour des festivals de films fantastiques et horrifiques au Canada, aux États-Unis ainsi qu'en Europe.

## Synopsis
Le soir d'Halloween, dans une ville d'habitude paisible, ceux qui ne respectent pas les traditions le feront à leurs dépens...

## Fiche technique
- Titre original : Trick 'r Treat
- Titre québécois : Terreur à l'Halloween
- Réalisation : Michael Dougherty
- Scénario : Michael Dougherty
- Musique : Douglas Pipes
- Décors : Mark S. Freeborn et Tony Wohlgemuth
- Costumes : Trish Keating
- Photographie : Glen MacPherson (en)
- Montage : Robert Ivison
- Production : Bryan Singer
- Sociétés de production : Warner Premiere, Legendary Pictures, Bad Hat Harry Productions
- Société de distribution : Warner Bros. Pictures
- Langue : anglais
- Pays d'origine : États-Unis
- Format : Couleurs - 2,35:1- Dolby Digital - 35 mm
- Genre : horreur
- Durée : 82 minutes
- Date de sortie :
  -  États-Unis : 9 décembre 2007 (avant première) ; 6 octobre 2009 (en DVD et Blu-ray)

## Distribution
- Brian Cox (VQ : Jean-Marie Moncelet) : Mr. Kreeg
- Anna Paquin (VQ : Kim Jalabert) : Laurie
- Dylan Baker (VQ : Pierre Auger) : Steven
- Leslie Bibb (VQ : Mélanie Laberge) : Emma
- Quinn Lord : Sam
- Rochelle Aytes (VQ : Julie Beauchemin) : Maria
- Moneca Delain (VQ : Catherine Bonneau) : Janet
- Tahmoh Penikett (VQ : Jean-François Beaupré) : Henry
- Lauren Lee Smith (VQ : Aline Pinsonneault) : Danielle
- Britt McKillip (VQ : Claudia-Laurie Corbeil) : Macy
- Isabelle Deluce (VQ : Stéfanie Dolan) : Sara
- Jean-Luc Bilodeau (VQ : Nicolas Bacon) : Schrader
- Alberto Ghisi (VQ : Alexandre Bacon) : Chip
- Samm Todd (VQ : Romy Kraushaar-Hébert) : Rhonda
- Connor Christopher Levins (VQ : Célia Gouin-Arsenault) : Billy
- Richard Harmon (VQ : Xavier Dolan) : un petit vampire
- Patrick Gilmore : Bud
- Brett Kelly (en) (VQ : Sébastien Reding) : Charlie
- Laura Mennell : Allie
- Christine Willes : Mrs. Henderson
- James Willson : Alex

Sources et légendes : Version québécoise (V. Q.) sur Doublage.qc.ca